# Alfaolefina
Alfa-olefinas (ou α-olefinas) são uma família de compostos orgânicos os quais são olefinas ou alcenos com fórmula química CxH2x, distingue-se por ter uma ligação dupla na posição primária ou alfa (α). Ver a ilustração abaixo. Esta licalização de uma liga dupla reforça a reatividade do composto e os faz serem úteis para um número de aplicações.
Existem dois tipos de alfa-olefinas, ramificadas e linear (ou normal). As propriedades químicas de alfa-olefinas ramificadas com uma ramificação entre o segundo (vinilideno) ou o terceiro carbono são significativamente diferentes das propriedades de alfa-olefinas lineares e destas com ligações no quarto carbono e ainda mais do início da cadeia.

Hex-1-eno, uma típica alfa-olefina.
Os membros azuis mostram a numeração IUPAC dos átomos na cadeia "esqueleto" da molécula. Os símbolos vermelhos mostram a comum nomenclatura que rotula os átomos da cadeia. A liga dupla de uma alfa-olefina é entre o #1 e #2 (IUPAC) ou α e β (comum) átomos de carbono.